# Plantage
Plantage è un quartiere dello stadsdeel di Amsterdam-Centrum, nella città di Amsterdam.
In questo quartiere è presente il giardino zoologico di Amsterdam, chiamato Artis, situato vicino al quartiere di Oostelijke Eilanden.
Fino al 1860, il quartiere Plantage ospitava principalmente giardini, dove gli abitanti di Amsterdam potevano rilassarsi. Il quartiere fu edificato alla fine del XIX secolo ed è oggi l'unica zona residenziale del centro con edifici del XIX secolo. Il quartiere è ancora caratterizzato da un carattere verde.

## Galleria d'immagini

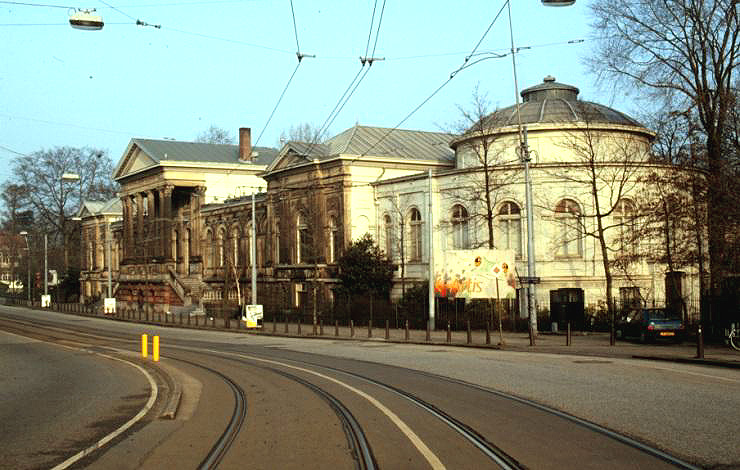
Una strada di Plantage
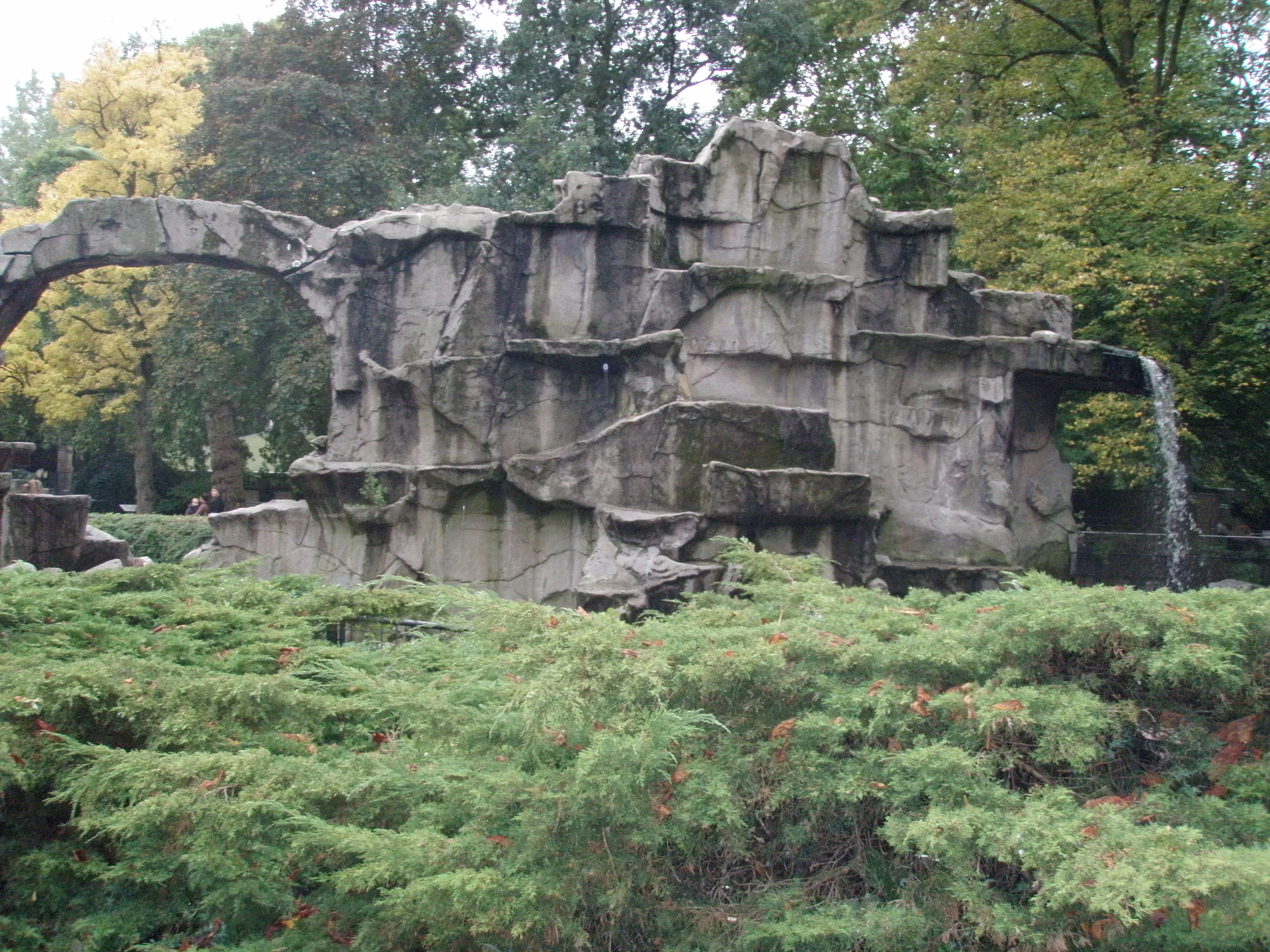
Visuale dello zoo di Artis
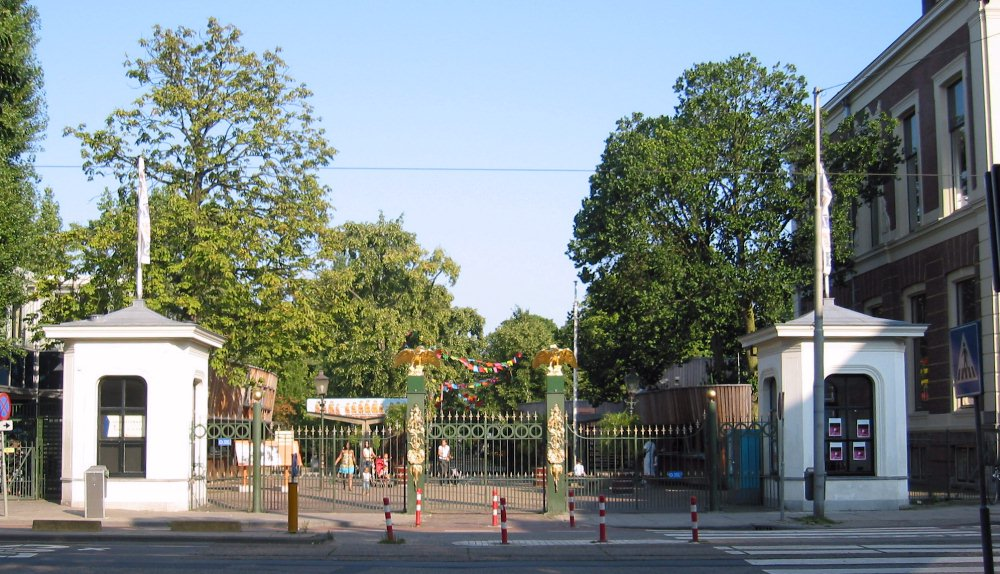
Entrata dell zoo
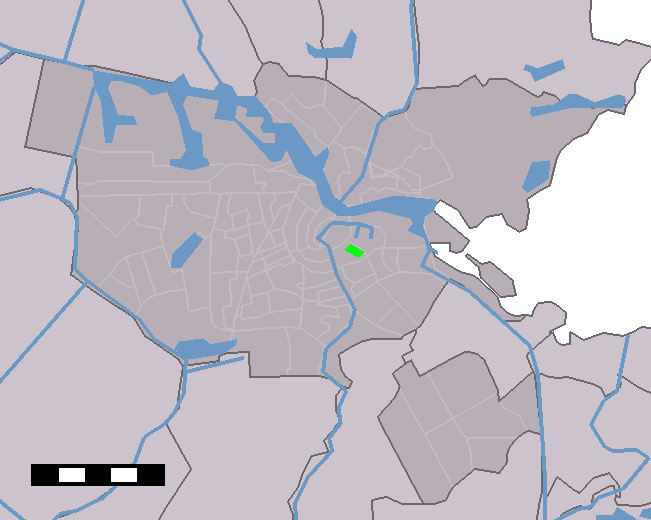
Localizzazione dello zoo nella città di Amsterdam